# Pirkko Määttä
Pirkko Sisko Määttä (Kuusamo, 7 marzo 1959) è un'ex fondista finlandese, vincitrice di varie medaglie olimpiche e iridate.

## Biografia
In Coppa del Mondo ottenne il primo risultato di rilievo il 28 marzo 1982 a Štrbské Pleso (20ª) e il primo podio il 17 dicembre 1988 a Davos (2ª).
In carriera prese parte a quattro edizioni dei Giochi olimpici invernali, Sarajevo 1984 (10ª nella 5 km, 19ª nella 10 km, 9ª nella 20 km, 3ª nella staffetta), Calgary 1988 (16ª nella 5 km, 7ª nella 10 km, 3ª nella staffetta), Albertville 1992 (17ª nella 15 km, 4ª nella staffetta) e Lillehammer 1994 (9ª nella 5 km, 14ª nella 30 km, 15ª nell'inseguimento, 4ª nella staffetta), e a cinque dei Campionati mondiali, vincendo tre medaglie.

## Palmarès

### Olimpiadi
- 2 medaglie:
  - 2 bronzi (staffetta[1] a Sarajevo 1984; staffetta[1] a Calgary 1988)

### Mondiali
- 3 medaglie:
  - 1 oro (staffetta[1] a Lahti 1989)
  - 1 argento (10 km TC[1] a Lahti 1989)
  - 1 bronzo (15 km[1] a Lahti 1989)

### Coppa del Mondo
- Miglior piazzamento in classifica generale: 9ª nel 1986 e nel 1989
- 2 podi (1 individuale, 1 a squadre[2])[3]:
  - 1 secondo posto (individuale)
  - 1 terzo posto (a squadre)